# Тореарык
Тореарык (каз. Төреарық, до 1999 г. — Комсомол) — аул в Ордабасинском районе Туркестанской области Казахстана. Входит в состав Карааспанского сельского округа. Находится примерно в 17 км к юго-западу от районного центра, села Темирлановка. Код КАТО — 514643500.

## Население
В 1999 году население аула составляло 1088 человек (556 мужчин и 532 женщины). По данным переписи 2009 года, в ауле проживало 989 человек (491 мужчина и 498 женщин).